# East Honolulu
East Honolulu – census-designated place (CDP) na wyspie Oʻahu, w hrabstwie Honolulu, na Hawajach, w Stanach Zjednoczonych. Według szacunków United States Census Bureau w roku 2010 CDP miało 49 914 mieszkańców.

## Geografia
Według United States Census Bureau census-designated place obejmuje powierzchnię 3,4 mil2 (8,9 km²), z czego 2,3 mil2 (6 km²) stanowi ląd, a 1,2 mil2 (2 km²) stanowi woda.